# One Woodward Avenue
El One Woodward Avenue (anteriormente conocido como el Michigan Consolidated Gas Company Building) es un rascacielos de oficinas en el Downtown de Detroit, Michigan. Ubicado al lado del Centro Cívico y del Distrito Financiero, tiene vista al International Riverfront. Fue diseñado por Minoru Yamasaki. Tiene una altura de 131 m, lo que lo convierte en el 14° edificio más alto de la ciudad.

## Historia
Minoru Yamasaki diseñó la nueva sede de la Compañía de Gas Consolidado de Michigan en 1962. El One Woodward Avenue fue su primer rascacielos, y utilizó elementos de este en su World Trade Center de Nueva York. Su diseño para McGregor Memorial Conference Center en la Universidad Estatal Wayne también es muy apreciado por los arquitectos.
En la década de 1980, se convirtió en el Edificio de Recursos Naturales de Estados Unidos cuando esa compañía se formó como la matriz de la Michigan Consolidated Gas. En este momento, se agregó una pasarela peatonal sobre West Larned Street en el piso 14. Esto para conectar las oficinas de ANR con Michigan Consolidated, que se había reubicado en el adyacente Guardian Building. Se le dio su nombre actual  cuando las oficinas de ANR se mudaron en la década de 1990.
En diciembre de 2012 el fundador de Quicken Loans, Dan Gilbert, anunció que su empresa, Rock Ventures, había comprado el edificio y que Quicken Loans ocuparía ocho pisos en la estructura. El edificio se une al cercano The Qube, First National Building, Chrysler House y 1001 Woodward en la cartera de bienes raíces de Rock Ventures.
El 28 de octubre de 2014, Fifth Third Bank anunció planes para reubicar su sede regional de Míchigan desde Southfield al Downton en lo que se llamará el Fifth Third Bank Building en One Woodward. El banco ocupa unos 5.800 m² de la estructura y también ha prometido una inversión de 85 millones de dólares a Detroit para la transición a su nueva sede regional.

## Arquitectura
La estructura principal se asienta sobre una plataforma elevada que oculta el muelle de carga y las entradas de servicio. Tiene 26 pisos útiles, una planta técnica de doble altura y un piso subterráneo. El vestíbulo se eleva dos pisos desde la base y está rodeado por paneles de vidrio enmarcados en cromo. Los paneles decorativos tienen el mismo diseño hexagonal que los marcos de las ventanas en los pisos superiores. Las paredes del vestíbulo están empotradas desde la fachada del edificio para crear una logia en los cuatro lados del edificio. El piso de la logia está cubierto con mármol blanco cortado en un diseño hexagonal y fluye ininterrumpidamente hacia el piso del vestíbulo interior y hasta las paredes de los bancos del ascensor. El techo del nivel principal consiste en paneles cuadrados artesonados que tienen una lámpara empotrada. Debajo de cada bombilla, un soporte de cuatro brazos sostiene una esfera de vidrio azul o verde que difunde la luz y proyecta el color sobre el piso blanco.
Los dos vestíbulos de los ascensores tienen un techo caído que se eleva a un punto a dos aguas y nuevamente refleja las ventanas de los pisos superiores. El vestíbulo solo tiene maceteros y un escritorio de seguridad, en contra de los deseos originales de los ejecutivos de la compañía de gas. En su solicitud de diseños, deseaban que el lobby incluyera una sala de exposición para electrodomésticos a gas con un gran cartel que proclamara que Gas es el mejor, el eslogan de la compañía en ese momento. Durante su presentación, Yamasaki pudo convencer a los líderes de la compañía de que las líneas limpias de un lobby sin adornos mejorarían la imagen de la compañía más que una sala de exposición. Por esta razón, el puesto de periódicos visto tradicionalmente en grandes edificios de oficinas se encuentra en el nivel inferior.
Yamasaki le encargó a Giacomo Manzù, un escultor italiano con importantes encargos litúrgicos en la Basílica de San Pedro en la Ciudad del Vaticano, que elaborara la escultura Passo di danza para exponerla de modo permanente en la entrada de la Avenida Jefferson. La escultura originalmente se encontraba en el centro de una piscina reflectante que tenía antorchas de gas en su superficie. Debido a la fuga en el muelle de carga a continuación, gran parte de la piscina se llenó de plantaciones en la década de 1980. En al menos una ocasión, la escultura fue el objetivo de los bromistas que pintaron grandes huellas verdes que la llevaban desde la estatua de Spirit of Detroit a través de Woodward Avenue para sugerir una visita nocturna
La fachada de la estructura consiste en pilares revestidos de mármol blanco que se unen a la base y dividen cada lado en cuatro compartimentos. Las ventanas de los pisos superiores tienen solo 12 pulgadas de ancho y se colocan en paneles prefabricados de concreto y chips de mármol que cubren dos pisos. Aunque las ventanas se extienden casi desde el suelo hasta el techo, su estrechez evita la sensación de acrofobia, una condición a la que se dice que Yamasaki estuvo sujeta. La parte superior e inferior de las aberturas de las ventanas se encuentran en un arco estilizado, lo que resulta en una delicada apariencia de celosía que Yamasaki reutilizó en sus diseños para el IBM Building en Seattle, el Conservatorio de Música Oberlin y las torres del World Trade Center. El enrejado es ininterrumpido desde el segundo hasta el piso 28, aunque en los pisos mecánicos por encima de 26, los espacios en el enrejado permanecen abiertos en lugar de ser acristalados. Estos pisos están encerrados por una pared empotrada y el espacio entre las paredes exteriores e interiores se ilumina después del anochecer. Desde la apertura del edificio hasta principios de la década de 1980, el piso 26 estaba ocupado por un restaurante exclusivo conocido como The Top of the Flame.
El aire acondicionado y el equipo mecánico en el techo están ocultos por un enrejado similar y también se iluminan después del anochecer. Durante gran parte del año, la iluminación es blanca; sin embargo, el color se cambia para eventos especiales, siendo rojo y verde durante diciembre y rojo, blanco y azul antes del Día de la Independencia de los Estados Unidos y los días festivos del Día de Canadá.

## Galería

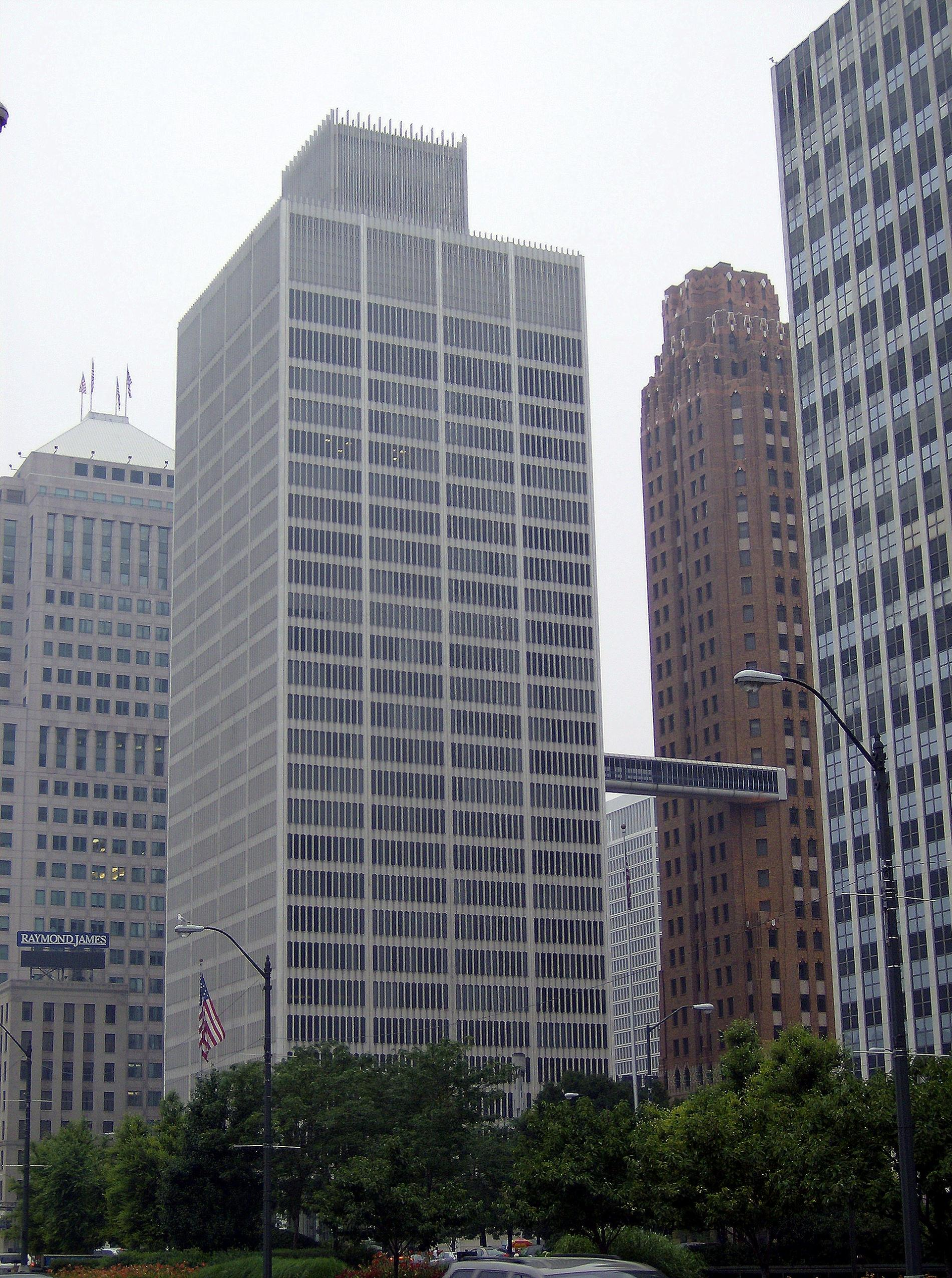
Skyline del Distrito Financiero
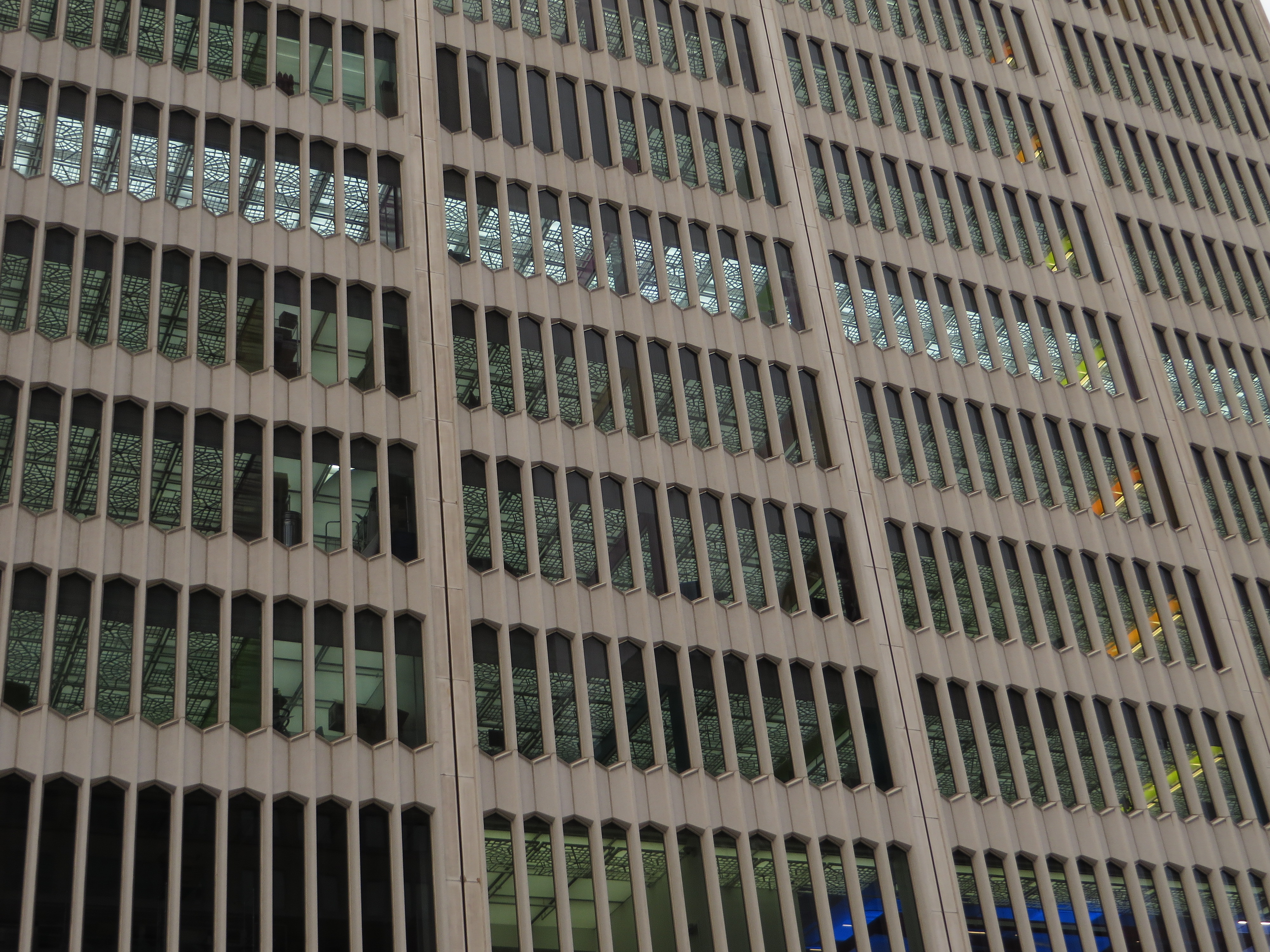
Muro cortina de la fachada
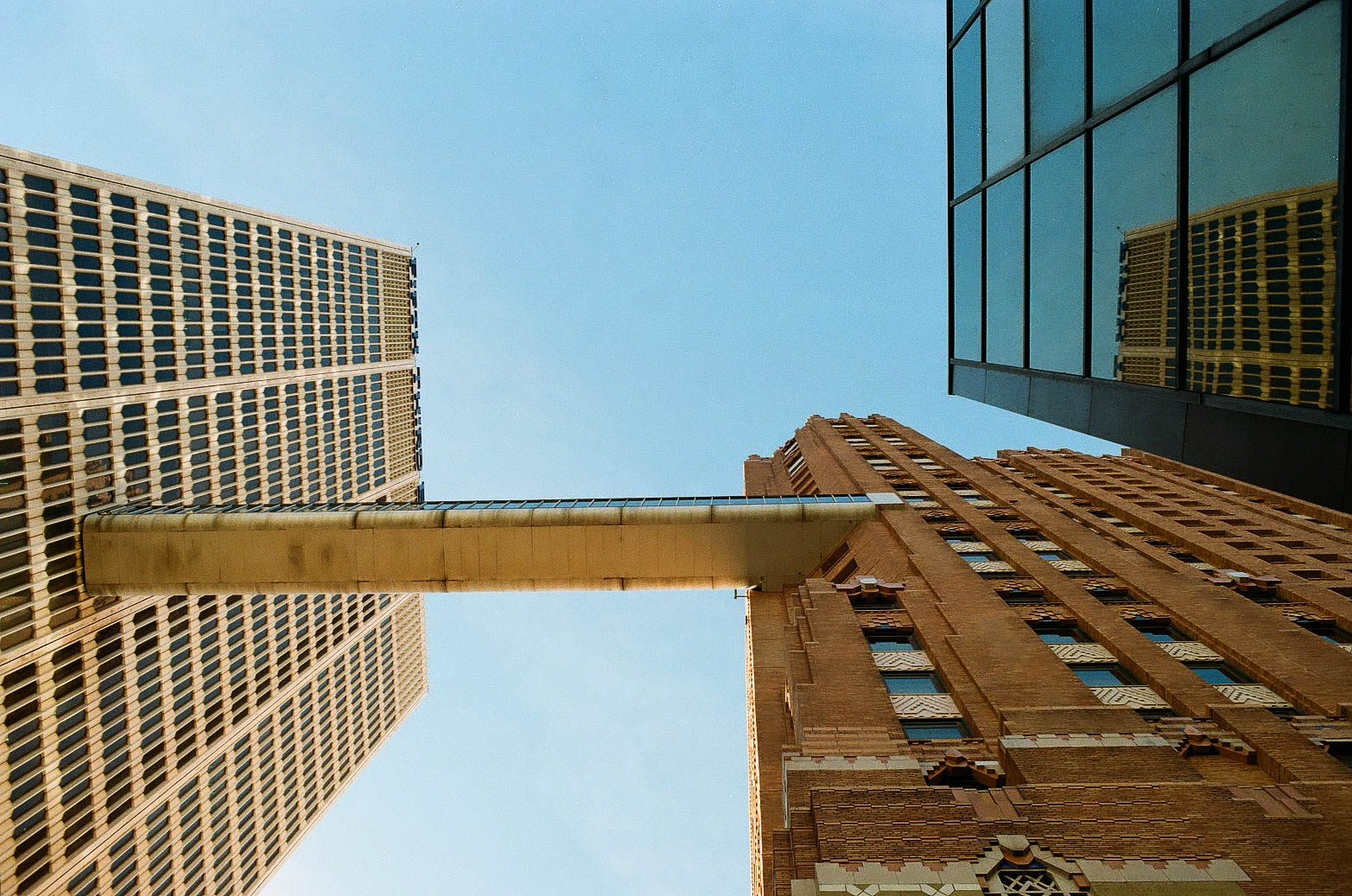
Conexión peatonal con el Guardian Building
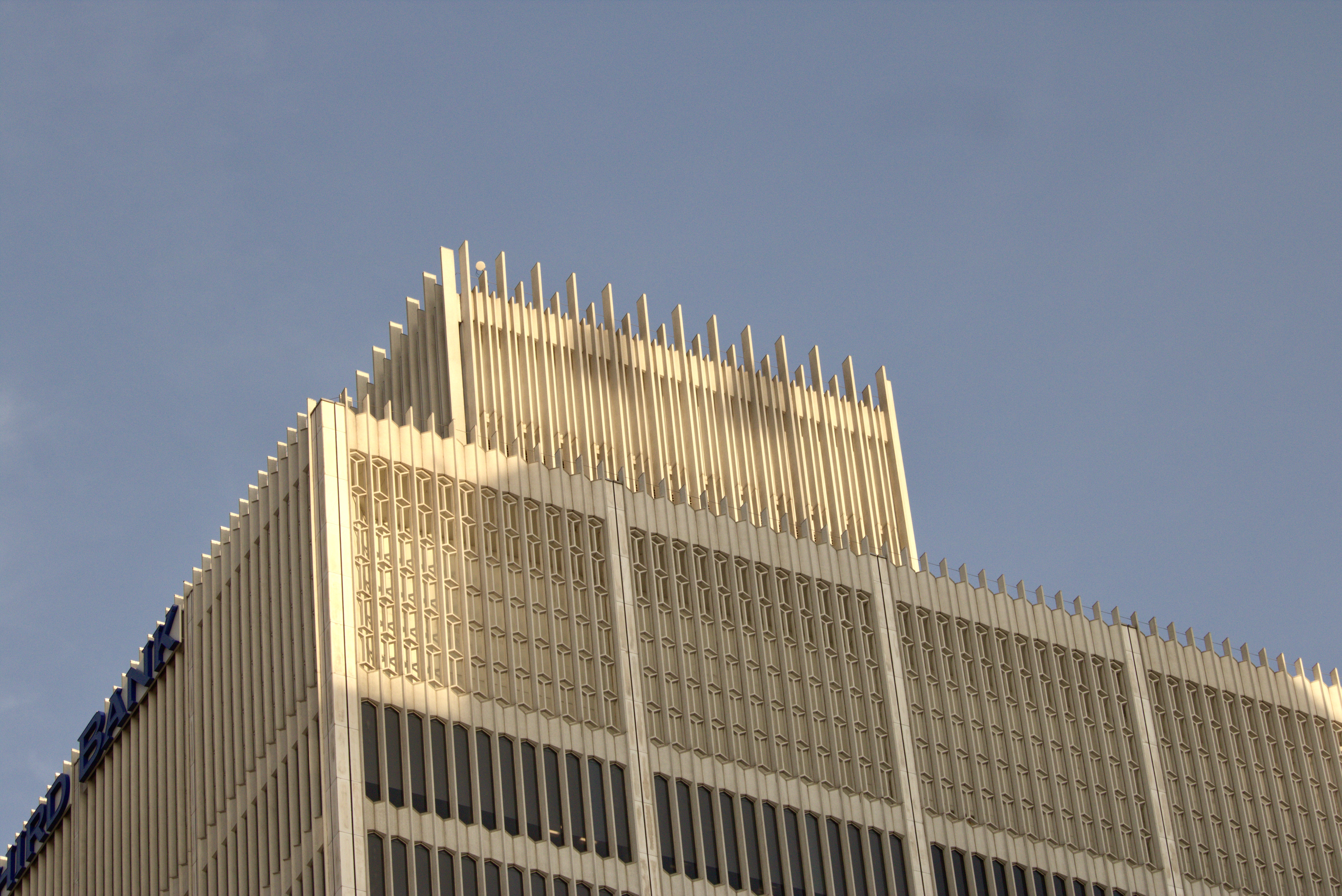
Parte superior
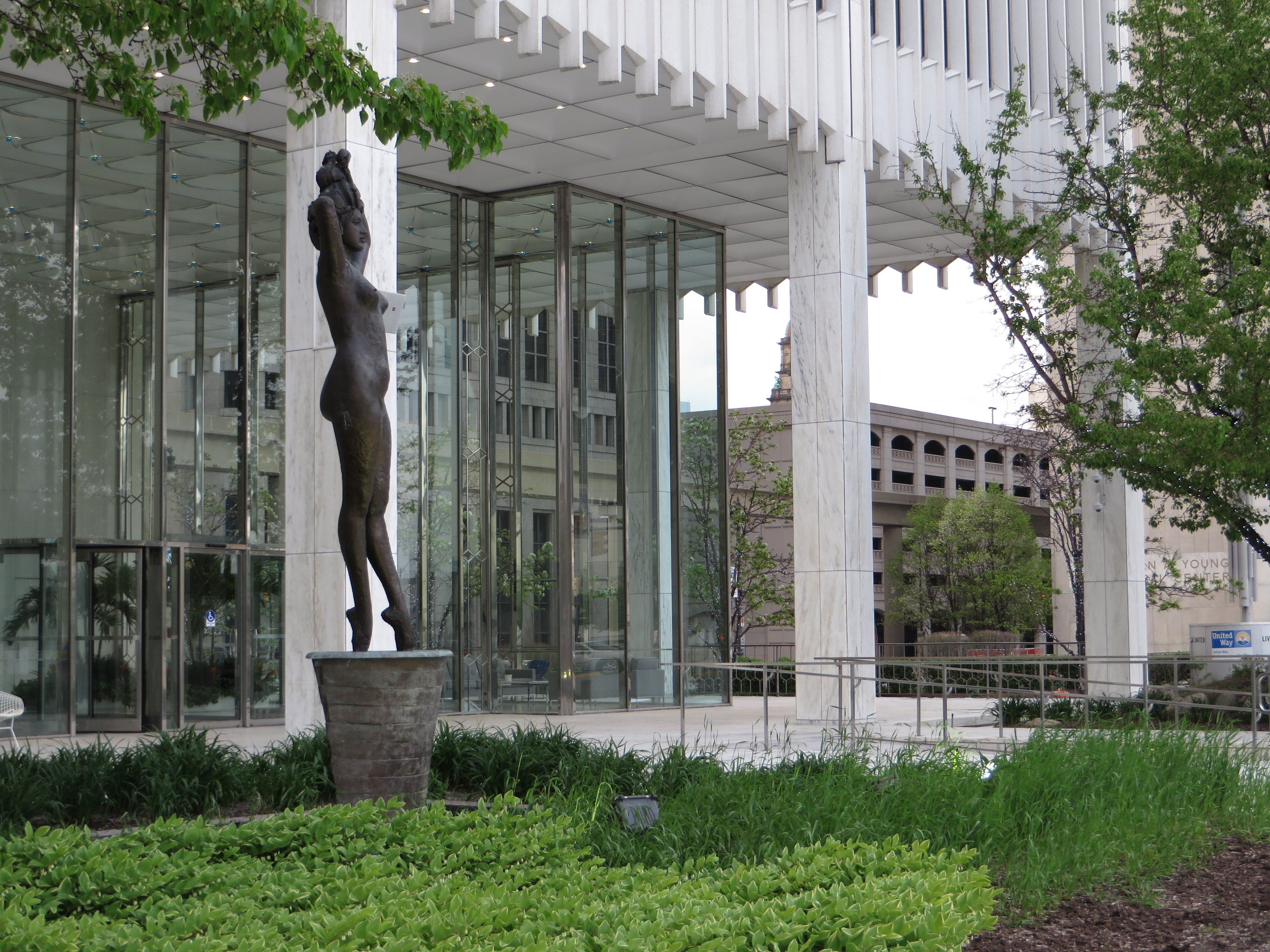
Escultura Passo di danza de Giacomo Manzù
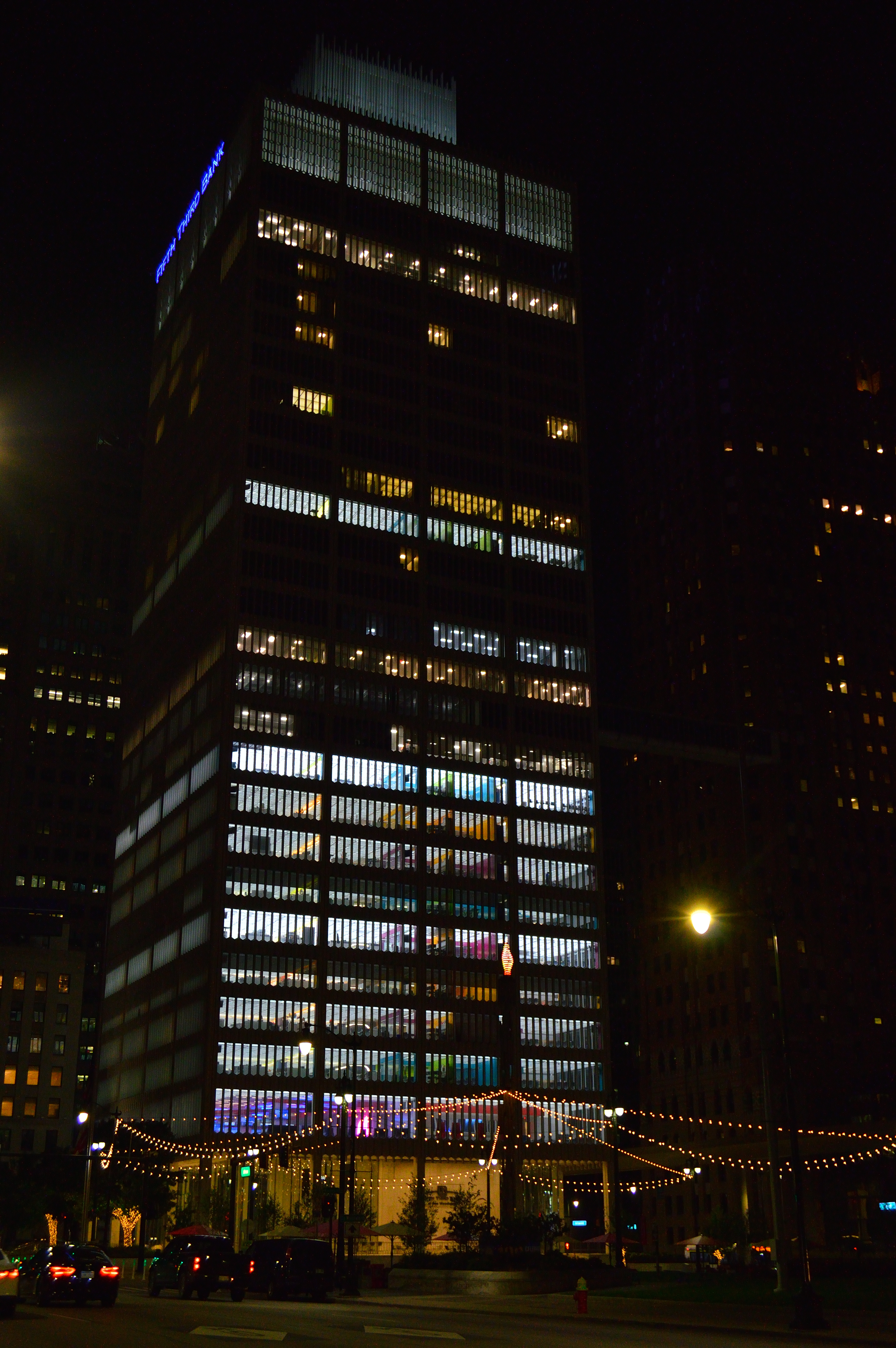
Iluminación nocturna